# Jordanoleiopus fuscosparsutus
Jordanoleiopus fuscosparsutus là một loài bọ cánh cứng trong họ Cerambycidae.